# Viñas (Paderne)
Viñas o San Pantaleón de Viñas (llamada oficialmente San Pantaleón das Viñas) es una parroquia española del municipio de Paderne, en la provincia de La Coruña, Galicia.

## Entidades de población
Entidades de población que forman parte de la parroquia:
- A Ponte do Lambre
- Barreiro (Os Barreiros)
- Insua (A Insua)
- Lambre
- Montecelo
- O Loureiro
- Porto (Porto de Abaixo)
- Puente del Porco[4] (A Ponte do Porco)
- Trasmil

## Demografía
| Gráfica de evolución demográfica de Viñas entre 2000 y 2019 |
|                                                             |
| Datos según el nomenclátor publicado por el INE.            |